# Helgdagsfrid
Helgdagsfrid inleddes i äldre tider genom att helgmålsringningen markerade sabbatens inträde. Sabbaten skulle hållas i helgd och det var strängt förbjudet att ägna sig åt söndagsarbete. Det inpräntades med hjälp av katekesen, och återfanns även i lagen. Om någon överträdde bestämmelserna genom att utföra arbete utgick böter. Många arbetade ändå inomhus där det inte syntes. Även många fattiga arbetade under helgen, eftersom de resten av veckan arbetade åt andra.

Många europeiska länder, särskilt där kristendomen står starkt, har fortfarande lagar om helgdagsfrid, även om de ofta inte tillämpas särskilt strikt av myndigheterna. Sådana lagar finns bland annat i Tyskland, Norge, Österrike, Schweiz, Polen och tills 2017 i Grekland.

### Fotnoter
1. ↑  ”Helgsmål”. Sveriges Radio P1. http://sverigesradio.se/sida/artikel.aspx?programid=2339&artikel=657418. Läst 7 juni 2015.